# Wulfsige (Cornwall)
Wulfsige († zwischen 981 und 993) war Bischof von Cornwall. Er wurde zwischen 959 und 963 zum Bischof geweiht und trat sein Amt in diesem Zeitraum an. Er starb zwischen 981 und 993.